# Kai (conjonction)
Cette page contient des caractères spéciaux ou non latins. S’ils s’affichent mal (▯, ?, etc.), consultez la page d’aide Unicode.
Pour les articles homonymes, voir Kai.
Kai (capitale : Ϗ, minuscule : ϗ) καὶ (ou και en graphie moderne) est une conjonction grecque signifiant « et ».

## Usage
Καὶ est le mot le plus fréquent des textes grecs anciens. On le trouve en français dans des mots scientifiques, par exemple sous la forme tétrakaidéca pour représenter le nombre 14 : tétrakaidécaèdre, tétrakaidécaméthylhexadécane, etc.

## Autres langues
Καὶ est également utilisé en copte. En espéranto, il a donné la forme kaj.

## Abréviation
Du fait de sa fréquente occurrence, καὶ est parfois abrégé dans les manuscrits grecs (de façon similaire à l'esperluette dans l'écriture latine). La forme de cette abréviation varie suivant les auteurs, mais elle se présente principalement sous la forme d'une ligature composée d'un kappa (κ).
Cette ligature est définie dans la norme Unicode :
- ϗ : U+03D7 (symbole grec kai) ;
- Ϗ : U+03CF (symbole grec majuscule kai) ;
- ⳤ : U+2CE4 (symbole copte kai)[1].

Une graphie minuscule médiévale.
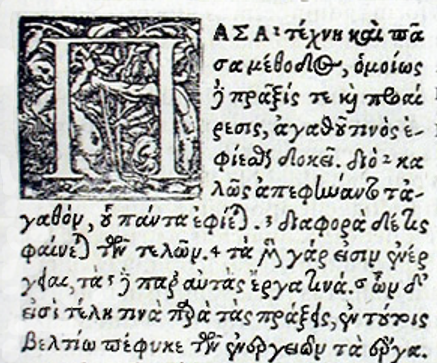
Extrait d'une impression ancienne de l'Éthique à Nicomaque d'Aristote, datant de 1566. Le ϗ est visible sur la troisième ligne.
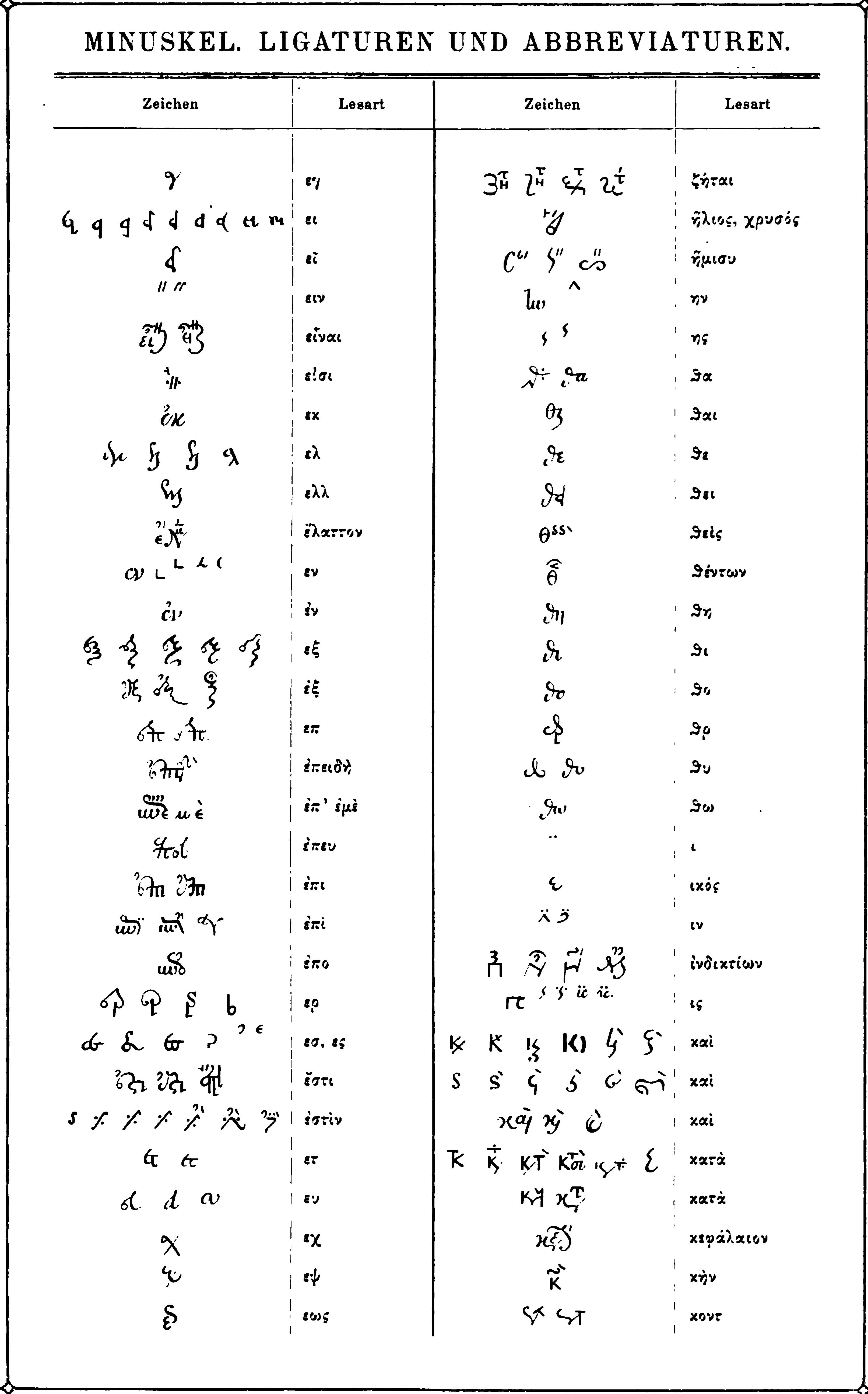
Extrait de Das Buch der Schrift, de Carl Faulmann (1880) : des exemples de ligatures/abréviations pour καὶ sont mentionnées dans la deuxième colonne, aux 6e, 7e et 8e lignes en partant du bas.